# Elvira Madigan (1943)
Elvira Madigan är en svensk dramafilm från 1943 i regi av Åke Ohberg. I huvudrollerna ses Eva Henning och Åke Ohberg.

## Handling
I en sydsvensk regementsstad i 1880-talets Sverige äter greve Christian frukost tillsammans med sin hustru, Antoinette. Hon är en stel och moraliserande pliktmänniska, han en mjuk och poetisk drömmare. Äktenskapet är konventionellt och helt misslyckat. Christian, i elegant 80-talsuniform, vantrivs också med sitt yrke som officer och drömmer romantiskt om något helt annat.
En berömd cirkustrupp gästar staden och Christian går dit med sina officerskamrater. Bland de uppträdande finns den skickliga och ljuva lindanserskan Elvira Madigan. Christian söker efter föreställningen upp henne i hennes cirkusvagn och blir intensivt förälskad. Hon vägrar träffa honom igen, eftersom cirkusfolkets stränga moral helt förbjuder en förbindelse mellan en löjtnant och en lindanserska. Christian fortsätter uppvakta henne och de börjar träffas allt oftare. Christian struntar i konventionerna och gör inget för att dölja deras förbindelse. Ryttmästare von Scharfen fäller sarkastiska kommentarer, medan Christians uppriktige vän Frans allvarligt försöker tala honom till rätta. Också Elviras föräldrar, far Mikael och mor Trine, som är enkla men stränga människor, är emot förbindelsen.
På en elegant officersbal ges det insinuanta ögonkast och menande miner mot Christian och hans fru. Han lämnar balen och söker upp Elvira. Den intriganta fru von Scharfen kan inte motstå plikten att underrätta grevinnan Antoinette om Christians förehavanden med lindanserskan. Den äktenskapliga krisen förvärras ytterligare. Christians överordnade får höra talas om skandalen. Han läxas upp av översten och får kommendering till en annan ort. Christian festas av på en mycket våt kamratfest och han får ett känsloutbrott. Cirkusen är på väg att lämna staden och Elvira söker upp Christian. Han anklagar henne för att ha ödelagt hans liv, men hon förstår att han i själva verket hyser mycket allvarliga känslor för henne.
Christian pantsätter allt av värde han äger och beger sig mot Stockholm. I en småstad på hans väg uppträder cirkusen. Han söker upp Elvira och ber henne dela hans liv. De beslutar att strunta i alla sociala hänsyn och flyr tillsammans till Danmark. Där upplever de en tid av intensiv lycka tillsammans tills Christians pengar börjar ta slut. Christian super sig full och bekänner inför Elvira det omöjliga i deras belägenhet. De kan inte gå tillbaka till sina tidigare liv, och de har inte heller någon framtid tillsammans. De går ned mot havet och söker tillsammans den slutliga friheten genom att ta sina liv.

## Om filmen
Filmfotograf var Sven Thermænius. I cirkusavsnittet medverkade artister från Cirkus Altenburg. Den professionella lindanserskan Elisabeth Endres dubblerade Eva Henning på lina. Efter påtryckningar från släkten Sparre förekom inte löjtnantens riktiga namn i den här filmversionen. Det gjorde det däremot i Bo Widerbergs version från 1967.

## Rollista i urval
- Eva Henning - Elvira Madigan
- Åke Ohberg - greve Christian, löjtnant
- Irma Christenson - Antoinette, Christians fru
- Gunnar Sjöberg - Frans, löjtnant
- Marianne Löfgren - fru von Scharfen
- Ragnar Arvedson - ryttmästare von Scharfen
- Jullan Kindahl - Trine, Elviras mor
- Otto Landahl - Mikael, Elviras far, clown
- Bror Bügler - ryttmästare von Stern
- Sven Bergvall - översten
- Olav Riégo - major Emmerich
- Sven Lindberg - löjtnant Ehrencreutz
- Svend Rindom - den danske hotellvärden
- Josua Bengtson - källarmästaren på Stora Hotellet
- Arne Lindblad - stallmästaren på cirkus
- Albert Ståhl - pantlånaren
- Artur Cederborgh - konduktören
- Theodor Olsson - stationsinspektoren
- Tage Almqvist	- major
- Karl-Arne Bergman - officer
- Willy Peters - officer
- Åke Engfeldt - officer
- Börje Mellvig - hovmästare på värdshuset
- Charley Paterson - biljettförsäljare
- Greta Stave - Sofi, jungfru hos greve Christian
- Olov Wigren - mässuppassare
- John Melin - barberaren
- Aurore Palmgren - skurgumma
- Lisa Wirström - skurgumma
- Tord Bernheim - en herre på gatan
- Harry Philipson - kyparen på värdshuset
- Gösta Grip - hovmästaren på uteserveringen Sommarlust
- Gideon Wahlberg - bastubaspelaren i cirkusorkestern
- Birger Åsander	- cirkusarbetare
- Ingemar Holde - Kalle, cirkusarbetare
- Paul Hagman - man på officersbalen
- Bengt Dalunde - smörgåsnissen på värdshuset
- Kiki - dvärgen
- Majken Torkeli	- skolryttarinnan
- Eric Sundquist	- mässuppassare
- Kerstin Lindahl - von Scharfens danspartner på officersbalen
- Birgit Johannesson - dam på officersbalen
- Solveig Lagström - dam på officersbalen
- Edvard Danielsson - man på officersbalen
- Albert Johansson - man på officersbalen
- Gottfrid Holde	- man på officersbalen
- Anna-Lisa Fröberg - dam på officersbalen
- Oscar Åberg - man på officersbalen
- Eric von Gegerfelt	- man på officersbalen
- Bo Hederström	- man på officersbalen
- Bengt Haslum - man på officersbalen
- Wilma Florice - cirkusartist

## Musik i filmen
- Elvira Madigan (ledmotiv), kompositör Lars-Erik Larsson, nynnas av Åke Ohberg och instrumental.
- Marches militaires. Nr 1; piano, kompositör Franz Schubert, instrumental
- Heidenröslein/Sah' ein Knab' ein Roslein steh'n ...  (Gossen såg en vildros stå), kompositör Franz Schuber, tysk text Johann Wolfgang von Goethe svensk text Carl Snoilsky, instrumental
- Ständchen/Serenad (Leise flehen meine Lieder), kompositör Franz Schuber, text Ludwig Rellstab, instrumental
- Die Schönbrunner, op. 200, kompositör Josef Lanner, instrumental
- Sultan's Polka (Sultanpolka), kompositör Charles d'Albert, instrumental
- Valurile Dunari (Donauwellen), kompositör Ion Ivanovici, instrumental
- Champagnegalopp, kompositör Hans Christian Lumbye, instrumental
- Hofball-Tänze, op. 161, kompositör Josef Lanner, instrumental
- På 'na igen, sång Willy Peters, Sven Lindberg, Bror Bügler, Ragnar Arvedson, Karl-Arne Bergman, Olav Riégo och Gunnar Sjöberg
- Je suis mari de la reine (Jag är man till Helena), kompositör Jacques Offenbach, fransk text 1864 Henri Meilhac och Ludovic Halévy svensk text 1865 Palle Block, sång Åke Ohberg, Willy Peters, Sven Lindberg, Bror Bügler, Ragnar Arvedson, Karl-Arne Bergman, Olav Riégo och Gunnar Sjöberg
- Quand j'étais roi de Béotie. Ur Orphée aux enfers (När jag var prins av Arkadien. Ur Orfeus i underjorden), kompositör Jacques Offenbach, fransk text 1858 Hector-Jonathan Crémieux och Ludovic Halévy svensk text 1860 Louise Granberg, Ernst Wallmark och August Blanche, sång Åke Ohberg